# Guinea-Pavian
Der Guinea-Pavian (Papio papio), auch Sphinx- oder Roter Pavian genannt, ist eine Primatenart aus der Gattung der Paviane innerhalb der Familie der Meerkatzenverwandten (Cercopithecidae).

## Merkmale
Guinea-Paviane gehören zu den kleineren Pavianarten. Sie haben ein rötlich-braunes Fell und ein haarloses, dunkelviolettes oder schwarzes Gesicht mit der typischen langgezogenen Pavianschnauze. Die Männchen tragen auf ihrem Kopf und Schultern eine mähnenartige Behaarung.

## Verbreitung und Lebensraum

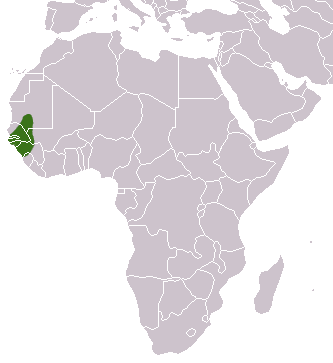
Verbreitungskarte des Guinea-Pavians

Guinea-Paviane bewohnen ein kleines Gebiet im westlichen Afrika. Ihr Verbreitungsgebiet umfasst Guinea, Senegal, Gambia, das südliche Mauretanien und das westliche Mali. Ihr Lebensraum sind Savannen und lichte Wälder.

## Lebensweise

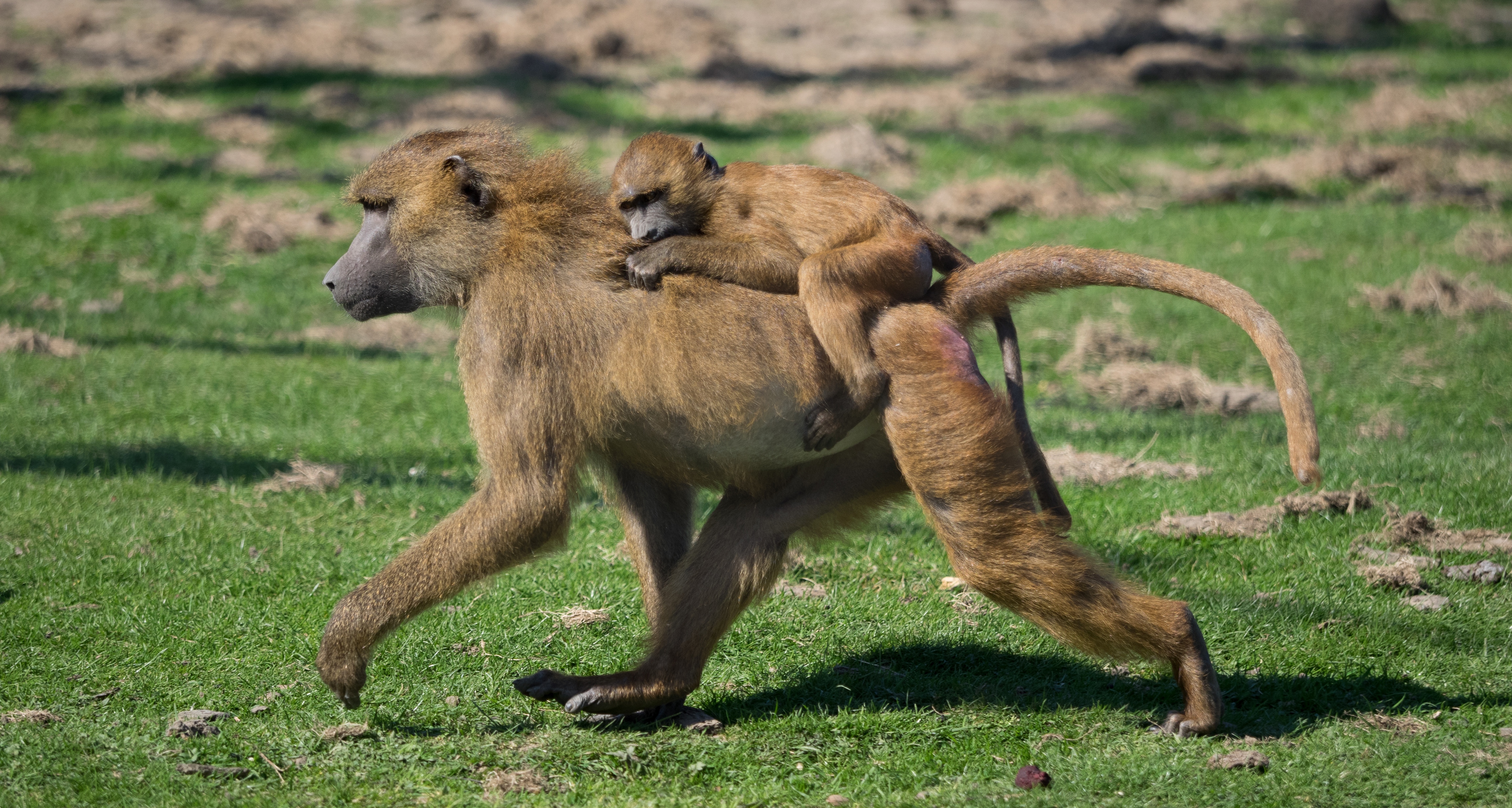
Mutter mit Jungtier

Über die Lebensweise der Guinea-Paviane ist verglichen mit anderen Pavianarten wenig bekannt. Sie sind tagaktiv und halten sich häufig am Boden auf, klettern zur Nachtruhe jedoch meist auf Bäume. Das Vorhandensein geeigneter Ruhebäume limitiert die Gruppengröße und das Verbreitungsgebiet. Laut Beobachtungen von Forschern vom Deutschen Primatenzentrum in Göttingen leben Guinea-Paviane in gemischten Gruppen, wobei die Friedfertigkeit der Männchen untereinander im Gegensatz zu anderen Pavianarten einzigartig ist.
Wie alle Paviane sind sie Allesfresser, die Früchte, Knospen, Wurzeln, Insekten und kleine Säugetiere zu sich nehmen.
Auch über die Fortpflanzung ist wenig bekannt. Nach einer rund 180-tägigen Tragzeit bringt das Weibchen in der Regel ein einzelnes Jungtier zur Welt.

## Gefährdung
Aufgrund ihres kleinen Verbreitungsgebietes und des Verlustes ihres Lebensraumes werden Guinea-Paviane als potenziell gefährdet eingestuft.

## Haltung
In Deutschland werden Guinea-Paviane nur im Tiergarten Nürnberg gehalten.